# هاین (تورینگن)
هاین (به آلمانی: Hain) یک منطقهٔ مسکونی در آلمان است که در Langenwetzendorf واقع شده‌است.
 هاین  ۷۴ نفر جمعیت دارد.